# Bridal Veil Falls State Scenic Viewpoint
Der Bridal Veil Falls State Scenic Viewpoint ist ein State Park im Multnomah County im US-Bundesstaat Oregon. Der 6 ha große Park liegt am Historic Columbia River Highway, etwa zwei Kilometer östlich befinden sich der Shepperd’s Dell State Park und der Rooster Rock State Park. Durch den Park fließt der Bridal Veil Creek, der vom Larch Mountain kommt und in den zweistufigen Bridal Veil Falls in zwei 30 und 9 m hohen Fällen über scharfe Basaltstufen stürzt. 
Obwohl der Baumbestand im Gebiet des heutigen Parks ab 1886 gerodet wurde, ist er heute wieder dicht bewaldet. Unterhalb der Fälle war von 1910 bis 1930 eine Sägemühle in Betrieb, von der noch Fundamente sichtbar sind. Das Parkgebiet wurde zwischen 1970 und 1984 vom Staat erworben.
Die Benutzung des Parks ist gebührenfrei, der Park verfügt über Picknickplätze und Sanitäranlagen. Durch den Park führen zwei Wanderwege. Der obere Weg führt die Besucher durch üppige Vegetation zu einem eingezäunten Abhang über der Columbia River Gorge. Am Weg befinden sich Informationstafeln, vom Weg bietet sich ein Panoramablick über die Schlucht und auf den Säulen des Herkules genannten, 36 m hohen Basaltturm. Der untere Weg führt zum Fuß der Wasserfälle. Die Wasserfälle kann man auch gut von einer 1996 erneuerten Aussichtsplattform betrachten.